# 大昌路 (高雄市)
大昌路（Dachang Rd.）為高雄市三民區東邊的東西向主要道路，本道路共分成二個部分。起端於民族一路口（未與南下車道相接），過正忠路口後轉南，止於九如一路口。並續行接九如一路381巷至鐵道一街口。

## 行經行政區域
- 三民區

## 分段
大昌路共分成二個部分：
- 大昌一路：西起於民族一路口（未與南下車道相接），東於建工路口接大昌二路。
- 大昌二路：西於建工路接大昌一路，過正忠路口後轉南，止於九如一路口。續行接九如一路381巷至鐵道一街口。

## 沿線設施
（由西北至南）
- 大昌一路
  - 高雄市屠宰場(包含高雄市屠宰工會)(以上須從民族路進出)
  - 義大醫療財團法人義大大昌醫院(305號)
  - 高雄市三民區鼎金國小(門牌設於鼎山街375號)（页面存档备份，存于）
  - 大昌郵局(258號)
  - 高雄市三民區莊敬國民小學(200號)
  - 高雄市私立立志高級中學(98號)

- 大昌二路
  - 建工郵局(517號)
  - 育英醫專(420巷15號)
  - 寶珠里活動廣場(361號)
  - 台灣中油大昌路站
  - 高雄鴻騰酒店(266號)
  - 中華電信大昌服務中心(28號)
  - 高雄市立民族國民中學(門牌設於覺民路363號)

## 鄰近商圈
- 大昌路商圈

## 公車資訊
- 大昌一路
  - 南台灣客運
    - 16 高鐵左營站－捷運巨蛋站－高雄科技大學建工校區

  - 漢程客運
    - 33 金獅湖站－鹽埕埔
    - 77 金獅湖站－歷史博物館

- 大昌二路
  - 東南客運
    - 37 前鎮站－育英醫專

  - 漢程客運
    - 76 金獅湖站－歷史博物館
    - 77 金獅湖站－歷史博物館

  - 港都客運
    - 81 瑞豐站－育英醫專
    - 217 新昌幹線 加昌站－合群社區－鳥松區公所

  - 南台灣客運
    - 紅28 九如幹線 捷運後驛站－工博館－建軍站（部分班次延駛至客家文物館）
    - 紅29 捷運後驛站－陽明國小

  - 高雄客運
    - 60 捷運鹽埕埔站－長庚醫院－鳥松

## 公共自行車
- 高雄市公共自行車租賃系統：
  - 鼎金國小：大昌一路/鼎勇街33號西南側
  - 大昌春陽街口：大昌二路/春陽街口東北側
  - 高雄市立民族國民中學西北側：覺民路/大昌二路口東南側